# 沙呂沙布羅勒城堡
沙呂沙布羅勒城堡（法語：Château de Châlus-Chabrol）是位於法國上維埃納省新亞奎丹大區沙呂的一座中世紀山頂城堡廢墟。城堡由一座建於11世紀的孤立圓形城堡主樓，和一座建於11世紀至13世紀之間、並於17世紀擴建的住宅建築組成。這座城堡同時保護通往利摩日的南部通道、法國巴黎和西班牙之間的南北路線，及連接地中海和大西洋的東西向路線。
過去沙呂沙布羅勒城堡的主人包括切薩雷·波吉亞的妻子阿爾佈雷特的夏洛特和女兒路易絲·波吉亞。最著名的歷史事件是在1199年時，英格蘭國王理查一世曾經率領麥卡迪耶發動攻城戰，並在圍攻城堡的過程中重傷不治。根據傳說，在圍攻城堡時，理查一世被守軍士兵皮埃爾·巴西勒發射的弩箭射中。
自1925年起，法國文化部便將沙呂沙布羅勒城堡列為法國歷史遺蹟，並加以保護。1976年，電影《羅賓漢與瑪莉安》的開場場景是在沙呂沙布羅勒城堡拍攝，其他片段則是在其他地方拍攝。這座城堡過去長期對公眾開放，直到2006年被出售後，就不再對公眾開放。

## 外部連
- . 法国文化部，梅里美数据库 （法语）.